# MAPPA
MAPPA Co., Ltd. (株式会社MAPPA, Kabushiki-gaisha Mappa) és un estudi d’animació japonès. Va ser fundat el 14 de juny de 2011 per Masao Maruyama, fundador i antic productor de Madhouse (estudi d'animació). Ha produït diverses obres d’anime com Kids on the Slope, "Terror in Resonance", "Yuri!!! on Ice", "In This Corner of the World", "Kakegurui", "Banana Fish", "Jujutsu Kaisen" i la temporada final de "Shingeki no Kyojin"', sent aquests els seus projectes més destacats.
"MAPPA" és un acrònim de Maruyama Animation Produce Project Association. L'abril de 2016, Maruyama va renunciar al seu càrrec a l'estudi i va fundar un nou estudi, Studio M2.

## Història
Fundat l'any 2011 per Masao Maruyama, MAPPA va néixer com un intent de tenir més llibertat creativa que en l'antiga empresa de Maruyama, Madhouse.
El seu primer projecte no arribaria fins a 2012 amb Kids on the Slope, adaptació a l'anime del manga homònim. Des dels seus inicis s'ha caracteritzat per tenir entre les seves files als millors directors, compositors i animadors de la indústria, d'entre els quals es destaquen a Yuichiro Hayashi, Shin'ichirō Watanabe, Hiroyuki Sawano, Sunghoo Park, Atsushi Morikawa o Yoko Kanno, i també per contractar a noves promeses i animadors freelance.
No va ser fins a la realització de la seqüela del popular anime spokon Hajime no Ippo, Hajime no Ippo: Rising (2013), que l'estudi va créixer en popularitat i com a empresa, rebent a partir de aleshores treballs de major pes com l'anime de DAYS i Yuri!!! on Ice el 2016. Com a resultat, Masao Maruyama va decidir fer-se a un costat per treballar de forma independent, deixant el seu lloc de director executiu a Manabu Otsuka. En els últims anys, sota la direcció d'Otsuka i ja recolzats amb l'experiència de tota una dècada, han col·laborat amb plataformes de streaming com Netflix o Crunchyroll amb projectes originals, "Yasuke" i "The God of High School" respectivament. Amb l'aclaparador èxit de la seva adaptació a l'anime del manga estrella de la Shonen Jump Magazine, Jujutsu Kaisen, han pres les regnes de encàrrecs encara majors com el final de l'aclamada sèrie Shingeki no Kyojin o la versió animada del manga ChainsawMan, un altre pilar de la indústria de l'entreteniment japonès en els últims temps.
A causa de la immensa quantitat de produccions que han vist la llum al larg de només deu anys i amb una qualitat més que notable, no han faltat les acusacions de que dins l'empresa hi ha explotació laboral cap als seus treballadors.

## Polèmiques
La programació, el treball i la cultura de l'estudi han estat objecte d'un intens escrutini, amb animadors veterans com Hisashi Eguchi criticant les seves pràctiques. Kevin Cirugeda de Sakugablog va suposar que es deu al creixement increïblement ràpid de l'estudi i la "imprudència". Mushiyo, un altre animador de MAPPA, també va criticar l'empresa per no entrenar adequadament els seus animadors i la cultura de l'excés de treball de l'estudi, la qual cosa els va portar finalment a deixar la seva feina a l'estudi. També es va criticar la decisió de la companyia de produir quatre sèries al mateix temps.
MAPPA va negar haver ofert una "compensació no raonable" als creadors en resposta a les afirmacions que l'estudi pagava mal als treballadors; tanmateix, l'animador Ippei Ichii va afirmar que un anime produït per MAPPA sota Netflix estava suggerint un sou de 3.800 ¥ per tall, Ichii va afirmar que 15.000 ¥ és el cost mínim pel qual els animadors haurien de negociar. Un altre animador es va queixar d'haver cobrat 250 ¥ per l'animació intermèdia subcontractada en un projecte que es va insinuar que era una producció de MAPPA.

## Produccions
| Any       | Títol                                      | Director                           | Episodis |
| --------- | ------------------------------------------ | ---------------------------------- | -------- |
| 2012      | Kids on the Slope                          | Shinichirō Watanabe                | 12       |
| 2012      | Teekyu                                     | Shin Itagaki                       | 12       |
| 2013      | Teekyu 2                                   | Shin Itagaki                       | 12       |
| 2013      | Teekyu 3                                   | Shin Itagaki                       | 12       |
| 2013–2014 | Hajime no Ippo: Rising                     | Jun Shishido                       | 25       |
| 2014      | Terror in Resonance                        | Shinichirō Watanabe                | 11       |
| 2014      | Rage of Bahamut: Genesis                   | Keiichi Sato                       | 12       |
| 2014–2015 | Garo: The Carved Seal of Flames            | Yuichiro Hayashi                   | 24       |
| 2015      | Punch Line                                 | Yutaka Uemura                      | 12       |
| 2015      | Ushio & Tora                               | Satoshi Nishimura                  | 26       |
| 2015–2016 | Garo: Crimson Moon                         | Atsushi Wakabayashi                | 23       |
| 2016      | Ushio & Tora Segona temporada              | Satoshi Nishimura                  | 13       |
| 2016      | Days                                       | Kōnosuke Uda                       | 24       |
| 2016      | Yuri!!! on Ice                             | Sayo Yamamoto Jun Shishido         | 12       |
| 2017      | Idol Incidents                             | Daisuke Yoshida                    | 12       |
| 2017      | Shingeki no Bahamut: Virgin Soul           | Keiichi Sato                       | 24       |
| 2017      | Kakegurui                                  | Yuichiro Hayashi                   | 12       |
| 2017      | Altair: A Record of Battles                | Kazuhiro Furuhashi                 | 24       |
| 2017      | Inuyashiki                                 | Keiichi Sato Shuhei Yabuta         | 11       |
| 2017–2018 | Garo: Vanishing Line                       | Sunghoo Park                       | 24       |
| 2018      | Banana Fish                                | Hiroko Utsumi                      | 24       |
| 2018      | Zombie Land Saga                           | Munehisa Sakai                     | 12       |
| 2019      | Dororo                                     | Kazuhiro Furuhashi                 | 24       |
| 2019      | Kakegurui ××                               | Yuichiro Hayashi Kiyoshi Matsuda   | 12       |
| 2019      | Sarazanmai                                 | Nobuyuki Takeuchi Kunihiko Ikuhara | 11       |
| 2019      | To the Abandoned Sacred Beasts             | Jun Shishido                       | 12       |
| 2019      | Granblue Fantasy the Animation Season 2    | Yui Umemoto                        | 12       |
| 2020      | Uchitama?! Have you seen my Tama?          | Kiyoshi Matsuda                    | 11       |
| 2020      | Dorohedoro                                 | Yuichiro Hayashi                   | 12       |
| 2020      | Listeners                                  | Hiroaki Ando                       | 12       |
| 2020      | The God of High School                     | Sunghoo Park                       | 13       |
| 2020      | Mr Love: Queen's Choice                    | Munehisa Sakai                     | 12       |
| 2020      | The Gymnastics Samurai                     | Hisatoshi Shimizu                  | 11       |
| 2020–2021 | Jujutsu Kaisen                             | Sunghoo Park                       | 24       |
| 2020–2021 | Attack on Titan: The Final Season          | Yuichiro Hayashi Jun Shishido      | 16       |
| 2021      | Zombie Land Saga Revenge                   | Munehisa Sakai                     | 12       |
| 2021      | Re-Main                                    | Masafumi Nishida Kiyoshi Matsuda   | 12       |
| 2021      | The Idaten Deities Know Only Peace         | Seimei Kidokoro                    | 11       |
| 2021      | Takt Op. Destiny                           | Yuuki Itoh                         | 12       |
| 2022      | Attack on Titan: The Final Season (part 2) | Yuichiro Hayashi Jun Shishido      | 12       |
| 2022      | Dance Dance Danseur                        | Munehisa Sakai                     |          |
| 2022      | Chainsaw Man                               | Ryū Nakayama Makoto Nakazono       |          |
| 2023      | Attack on Titan: The Final Season (part 3) | Yuichiro Hayashi Jun Shishido      |          |
| 2023      | Jujutsu Kaisen Season 2                    |                                    |          |
| TBA       | Hell's Paradise: Jigokuraku                | Kaori Makita                       |          |